# Стародубцева Юлія Володимирівна
Ю́лія Староду́бцева — українська професійна тенісистка.У 2024-му році взяла участь в одиночному розряді усіх чотирьох першостей серії Grand Slam. 

## Життєпис
Народилася 2000 року в місті Каховка. Почала грати в теніс з 10 років. Вигравала національні чемпіонати в одиночному, парному розрядах та в міксті. У 2016 році стала переможницею на дорослому чемпіонаті України. Після цього відклала професійну кар'єру, щоб у 2017 році вступити до американського університету.
Виступала за "Lady Monarchs" університету Олд Домініон із 2017 по 2022 рік.
Грала переважно на турнірах ITF Women's World Tennis Tour, виграла чотири титули в одиночному та один у парному розрядах.
Коли почалося повномасштабне вторгнення, перебувала в США — це був її останній рік навчання. Молодша сестра знаходилася в цей час під обстрілами в Каховці. Юлія знайшла для неї виш в Америці, тепер та грає за університет Гемптона (Вірджинія), а мама виїхала до Ірландії.
У липні 2023 року виграла 3-й титул на ITF у Далласі. У січні 2024 року, подолавши кваліфікацію, дебютувала на Відкритому чемпіонаті Австралії з тенісу, де поступилася в першому колі тунісці Онс Жабер.
У рейтингу WTA станом на останній тиждень лютого 2024 року Юлія встановила особистий рекорд, розмістившись на 130-му місці (до цього її career high був на відмітці 135).
24 травня Стародубцева перемогла у фіналі кваліфікації Відкритого чемпіонату Франції канадку Марину Стакушич 6:2, 6:3 та вдруге в кар'єрі здобула право виступати на турнірах серії Гранд Слем. 
У Парижі Юлія вилетіла в першому колі, але наприкінці червня їй вдалося знову здобути чергове звершення в кар'єрі - пройти кваліфікацію Вімблдона.  
Таким чином, Стародубцева здобула право виступати на третьому поспіль турнірі Гранд Слем і виборола його саме через сито кваліфікації.    
1 липня 2024 року тенісистка вперше в своїй кар'єрі пробилася у друге коло турніру Grand Slam, обігравши у своєму дебютному матчі на Вімблдоні бельгійку Алісон ван Ейтванк 6:4, 6:3.          
У другому колі українська тенісистка поступилася новозеландці Лулу Сун - 6:4, 3:6, 2:6.         
Втім, перемога у першому колі допомогла Юлії встановити новий персональний рекорд у рейтингу WTA - у версії 24 липня вона була на 123-й сходинці.         
Сезон-2024 ознаменувався для Юлії ще одним важливим досягненням - вона завоювала право взяти участь у Відкритому чемпіонаті США. За традицією Стародубцева пробилася в основу US Open через сито кваліфікації : у вирішальному матчі турніру вона здолала британку Соней Картал 2:6, 6:3, 6:3.         
27 серпня Стародубцева поступилася у першому колі нью-йоркського турніру екс-першій ракетці світу, триразовій фіналістці змагань Вікторії Азаренко - 6:3, 1:6, 1:6. Матч проходив на одному з центральних кортів тенісного комплексу.                            
Після того, як Стародубцевій вдалося взяти участь на всіх чотирьох мейджорах, вона продовжила оновлювати свої особисті рекорди і на інших турнірах WTA.                            
Так, на початку вересня вона пробилася в основу турніру WTA 250 у Монастірі (Туніс). Там вона здобула дві перемоги, у тому числі над 55-ю ракеткою світу і третьою сіяною француженкою Діан Паррі 6:4, 6:4 і вийшла в чвертьфінал. Втім, шлях у півфінал їй закрила британка Соней Картал 6:7 (4), 2:6.                             
Вже з новим персональним рекордом у рейтингу WTA (115-е місце) Юлія вийшла в основу турніру категорії WTA 1000 у Пекіні.                            
Розпочала вона з кваліфікації, де легко розібралася з канадською тенісисткою Керол Чжао (6:2, 6:2) та кореянкою Чан Су Джон (6:0, 6:2). А ось далі стало значно цікавіше. У першому основному раунді українка впоралася з досвідченою німецькою тенісисткою Лаурою Зігемунд (6:4, 7:6). Далі вона переграла чешку Катержину Сінякову (6:2, 6:2) та колишню росіянку під прапором Вірменії Еліну Аванесян (6:3, 6:1).                        
Останні двоє входять до топ-50 найсильніших тенісисток планети. Проте, наступна суперниця була ще грізнішою. У 1/8 фіналу Стародубцевій довелося зіграти проти російської тенісистки Анни Калінскої. У столиці Китаю спортсменка без прапора отримала 10-й номер посіву, та зупинити українку не змогла. Якщо в першому сеті Калінская грала фактично на рівних і програла лише в кінцівці (5:7), то друга партія стала бенефісом Стародубцевої (6:0).
Перемога над росіянкою обернулася для української тенісистки підкоренням кількох висот. По-перше, вона стала лише третьою "кваліфаєркою", яка пробилася в чвертьфінал турніру серії WTA 1000 цьогоріч. По-друге, Стародубцева стала лише сьомою теніситкою за останні 15 років, якій вдалося вийти в 1/4 фіналу на дебютному "тисячнику".
Зрештою, українка вже забезпечила приголомшливий злет у рейтингу Жіночої тенісної асоціації. На старті China Open перебувала на 115-й сходинці. Після же завершення змагань вона підніметься мінімум на 79-те місце. Якщо ж пригадати, що розпочала сезон Стародубцева на 156-й позиції, то її прогрес упродовж року стане ще видатнішим. До речі, ще в липні 2023-го вона взагалі була 385-ю у світі.
Розвиток кар'єри української сенсації China Open-2024 ще й чудова історія успіху для сотень дітей по всій Україні, які займаються тенісом і мріють колись запалити на легендарних кортах. Стародубцева з категорії селфмейд. Вона не мала за спиною потужних спонсорів, тож іще юнкою виступала на турнірах, які могла собі дозволити. Коли ж прийшов час переходити в професіонали, то українка здобула стипендію в американському Університеті Олд Домініон і вивчала спортивний менеджмент із паралельними заняттями тенісом.
Щоб закрити університетську практику та водночас підзаробити для поїздок на турніри навесні 2022 року Стародубцева влаштувалася тенісним тренером в один із кантрі-клубів Нью-Йорка. Там вона по 10 годин на день перебувала на корті з багатіями чи їхніми дітьми, з яких навіть не всім теніс узагалі цікавий. Та саме понад півроку такої роботи дозволили українці ввірватися в тур. Ще не минуло й двох років відтоді, коли мрія стати професіоналкою була вкрай далекою. А тепер Стародубцева – чвертьфіналістка престижного China Open. Справжня фантастика!.